# فرقة المشاة السادسة (الفيرماخت)
فرقة المشاة السادسة كانت وحدة من الجيش الألماني خلال الحرب العالمية الثانية. تشكلت في أكتوبر 1934 من Infanterieführer V في بيليفيلد، تم تعبئة الفرقة في 26 أغسطس 1939 للغزو القادم لبولندا. في ذلك الوقت، كان يتألف من عناصر فرقة المشاة الألمانية المعتادة: ثلاثة أفواج مشاة من ثلاث كتائب لكل منها، وفوج من ثلاث كتائب المدفعية الخفيفة، وكتيبة المدفعية الثقيلة (من فوج مدفعية منفصل، ولكنها مرتبطة بفرقة معينة)، كتيبة Panzerjäger (مضادة للدبابات)، كتيبة استطلاع (Aufklärungs)، كتيبة الإشارات، الكتيبة الرائدة (الهندسية)، وحدات التموين، الوحدات الطبية والإدارية.
عندما أطلق السوفييت عملية باغراتيون في 23 يونيو 1944، كانت الفرقة محاصرة خلال هجوم Bobruysk ودمرت بالكامل.

## القادة
- اللواء دير بايونير والتر كونتز 15 مايو 1935
- Generalleutnant Arnold Freiherr von Biegeleben ، 1 March 1938
- Generalleutnant Helge Auleb ، 14 أكتوبر 1940
- Generalleutnant Horst Großmann ، 25 يناير 1942
- Generalleutnant Egon von Neindorff ، 16 ديسمبر 1943
- أوبرست ألكسندر كونرادي، 12 يناير 1944
- Oberst Günther Klammt ، 19 يناير 1944
- Generalleutnant Hans-Walter Heyne ، 1 يونيو 1944
- Generalleutnant Otto-Hermann Brücker ، حتى 4 مايو 1945
- اللواء الرائد فريدريش فيلهلم ليجمان 4 مايو 1945